# Nicolás Casalánguida
Nicolás Casalánguida (Comodoro Rivadavia, Argentina, 11 de marzo de 1979) es un entrenador de baloncesto con una destacada trayectoria profesional en la que ostenta diferentes títulos, con paso en ligas profesionales de países como Argentina, México, Uruguay y Venezuela. Participó además en la Selección Argentina y en la Selección Venezolana, disputando cuatro mundiales y un Juego Olímpico. Su último equipo fue Halcones Rojos de Veracruz. 

## Carrera

### Inicios
Dentro de lo que fueron los inicios de Casalánguida en el baloncesto se destaca su paso como jugador juvenil del club Gimnasia y Esgrima de Comodoro Rivadavia, su ciudad natal, con tan solo 17 años. Finalizó sus estudios secundarios en la High School Oak Park, ubicada en Los Ángeles, California y participó del equipo de baloncesto de ese colegio. Entre 1998 y 2000 fue jugador del club Banco de Córdoba, participando en el torneo local, provincial y la Liga nacional C. En 2001 fue jugador del Club Maipú, ubicado también en la ciudad de Córdoba. Entre 2002 y 2004 trabajó en Córdoba como entrenador y asistente de selecciones provinciales y clubes que participaban a nivel local. En el tiempo que Casalánguida estuvo en Córdoba, se recibió como profesor de Educación Física en el profesorado Ipef de esa provincia.
Luego, el comodorense retornó al sur para comenzar en Gimnasia y Esgrima su carrera en el alto rendimiento.

### Gimnasia y Esgrima
En el año 2004 retornó a su ciudad natal y fue segundo asistente de Fernando Duró para dirigir al club Gimnasia y Esgrima en la LNB; además, tomó un cargo como entrenador de las divisiones formativas del club y de diversas selecciones regionales. En la temporada 2005-06, Gimnasia y Esgrima se consagró campeón por primera vez en la historia del club con Casalánguida como primer asistente del técnico Fernando Duró. Casalánguida también se desempeñó durante ese año como buscador de talentos en Argentina y Sudamérica para el club español Valencia Basket. Se desempeñó como asistente de Fernando Duró por dos temporadas más para luego asumir como entrenador principal del club.
Durante su primer año al mando del mismo, alcanzó el cuarto puesto de la fase regular de la temporada 2008-09 pero cayó en cuartos de final frente a Centro Juventud Sionista por 3-2. Su gran actuación como técnico debutante le valió el título a Entrenador del Año de la LNB, premio otorgado por sus colegas entrenadores tras obtener 24 de 37 votos y colocarse por delante de técnicos de la talla de Sergio Hernández, Rubén Magnano y Julio Lamas. También recibió la condecoración de la Asociación de Clubes y el Diario Olé tras recibir un total de 36 votos.
La temporada siguiente, Gimnasia finalizó en el 13° puesto de la fase regular, por lo que debió enfrentar al club Central Entrerriano, ubicado en el 16° puesto. Gimnasia venció en la serie al mejor de cinco partidos por 3-0 y logró mantener la categoría. La temporada 2010-11 fue la última a mando del club ya que decidió abandonar el mismo tras ser eliminado en la serie de Reclasificación por el Club de Regatas Corrientes.

### Regatas
Para la temporada 2011-12 firmó con el Club de Regatas Corrientes. Se ubicó en el séptimo puesto de la fase regular pero fue eliminado en semifinales frente al Club Atlético Obras Sanitarias de la Nación. El acceso a semifinales le permitió lograr un cuarto puesto definitivo y de esta manera la clasificación a la Liga Sudamericana de Clubes 2012. Regatas logró llegar al Final Four desarrollado en su propio estadio, el José Jorge Contte y logró el título tras ganar dos partidos y perder uno y tener una diferencia de goles mayor que el UniCeub BRB, equipo con la misma cantidad de puntos. Ese mismo año logró acceder al Torneo Súper 8 2012 que se realizaría en la ciudad de Corrientes tras obtener el tercer puesto de la primera fase. Regatas logró coronarse campeón frente a su público siendo este su primer título en el certamen.
En su segunda temporada al mando del club consiguió el primer puesto de la fase regular con un récord de 24-6 en la segunda fase y el acceso directo a cuartos de final. En esta etapa, debió a enfrentar a Gimnasia y Esgrima de Comodoro Rivadavia, equipo al cual venció por 3-2. En semifinales, se enfrentó con Boca Juniors y al igual que en cuartos de final, venció por 3-2, triunfando solamente en los encuentros disputados en el Estadio José Jorge Contte. Casalánguida consiguió que Regatas de Corrientes dispute las finales de la Liga Nacional de Básquet por primera vez en su historia. Su equipo venció en los dos juegos disputados como local y los dos primeros juegos en el Microestadio Antonio Rotili, coronándose así como campeón de la Liga Nacional de Básquet 2012-13. Con 34 años se convirtió en el entrenador más joven en obtener un título de la LNB, después de Julio Lamas en 1997 y en el cuarto más joven de la historia de la Liga Nacional de Básquet.
La temporada siguiente se ubicó en la primera colocación de la primera fase con un récord de 12 victorias y 2 derrotas. En el Torneo Súper 8 2013 derrotó a Obras 82 a 57 en cuartos de final pero fue eliminado por Peñarol 96 a 89 en la siguiente fase. La segunda instancia de la etapa regular permitió que Regatas se ubicase en el primer puesto de la tabla de posiciones, clasificándose directamente a cuartos de final. Tras derrotar a Quimsa por un resultado global de 3-1 y a Argentino de Junín por 3-0 logró llegar a la final ante Peñarol de Mar del Plata. El equipo de Casalánguida fue derrotado en la serie por 4-2, finalizando la temporada en el segundo puesto.
En su cuarto año en el club, logró el segundo puesto de la primera fase, clasificándose así al Torneo Súper 8 2014, donde tras vencer al clásico rival, San Martín de Corrientes por 83-74, cayó en semifinales ante  Obras, 85 a 82. En la segunda fase consiguió ubicarse en la segunda posición, para así enfrentarse a La Unión de Formosa, por los cuartos de conferencia. La serie finalizó 3-1 a favor del conjunto formoseño, quedándose así fuera de competencia, tras dos años seguidos de alcanzar la final.

### Obras
El 29 de julio de 2016 se oficializó la llegada de Nicolás al Club Obras Sanitarias de la Nación. Tras obtener 26 victorias y 30 derrotas en la temporada, y no clasificar a los playoffs, Casalánguida deja el cargo de común acuerdo con la dirigencia del club tachero. Un fracaso profesional.

### Atenas de Córdoba
El 12 de junio de 2017 se oficializó la llegada de Nicolás Casalánguida a la Asociación Deportiva Atenas.
Luego de 6 temporadas en las que el club más ganador de la historia de la Liga Nacional peleó por los puestos de permanencia en la categoría, la comisión directiva se define por incorporar al entrenador Nicolás Casalánguida para volver a los puestos de vanguardia en la LNB. 
Con Casalánguida, Atenas vuelve a los primeros planos del básquetbol a nivel nacional y retoma competencias internacionales. En el ámbito nacional, el equipo liderado por el comodorense disputó las semifinales, cayendo frente San Martín y obteniendo el puesto 3 de la liga 2017/2018. En cuanto al plano  internacional, Atenas regresó a estas competencias luego de 7 años, clasificando a la Liga de las Américas, y compitiendo con equipos de renombre en la región como Franca, Paulistano y Capitanes de Ciudad de México. En dicho torneo, el equipo cordobés quedó dentro de los 8 mejores del continente.

### Aguacateros de Michoacán
En julio de 2019 el entrenador comodorense confirma que dirigirá al equipo mexicano a partir de la temporada 2019-20 de la Primera división del básquetbol azteca
Tras tres años de participación del equipo michoacano en la principal competencia mexicana sin logros que ostentar, durante la temporada 2019/2020 los Aguacateros sorprendieron a propios y ajenos y se consolidaron como uno de los favoritos para quedarse con el título de zona. En semifinales, enfrentaron a los poderosos Capitanes de Ciudad de México, eliminándolos 4-1 y avanzando a las finales, en donde caerían en un séptimo y definitorio partido frente a Soles de Mexicali, obteniendo así la mejor posición en la tabla en su historia. 
En la temporada siguiente, afectada por las restricciones del Covid19 y la pandemia, Aguacateros redobló la apuesta renovando el contrato de Casalánguida y puliendo su róster para quedarse con la primera posición de la conferencia oeste. En semifinales de zona vencieron a Libertades de Querétaro, mientras que en las finales barrieron a los Astros de Jalisco de Gustavo Ayón, dirigidos por Sergio Valdeomillos, coronándose campeones de conferencia. En la final nacional, cayeron frente a Fuerza Regia.

### Guaiqueríes de Margarita
El 19 de enero de 2021 se oficializó la contratación de Nicolás Casalánguida para dirigir a Guaiqueríes de Margarita para II edición de la Superliga de Baloncesto de Venezuela.
Afectada por las restricciones del Covid19, y en formato de burbuja, la Superliga de Venezuela toma protagonismo en la temporada 2021 al repatriar a sus máximos exponentes de la selección que se incorporarían nuevamente a la competencia doméstica, elevando la calidad y la competitividad. Ante este escenario, el equipo isleño hace una fuerte apuesta y contrata a Casalánguida para liderar lo que fue su retorno a los primeros puestos de competencia, tras más de 14 años sin pelear un título. El equipo lideró cómodamente la tabla, con un invicto de 19 partidos, consiguiendo el primer puesto de la fase regular. Además, Casalánguida se coronó como el mejor entrenador de la temporada. En las finales, cayeron frente a Trotamundos, quedándose con el subcampeonato.

### Fuerza Regia de Monterrey
En julio de 2021 ocupa el banquillo de equipo norteño que dejó vacante el español Paco Olmos
Tras su paso por Venezuela, el entrenador argentino regresa a México para incorporarse a Fuerza Regia de Monterrey, equipo con el que conseguiría por primera vez en su historia un bicampeonato. Fue durante la temporada 2021, en la que el equipo regiomontano se coronó campeón de conferencia frente a Plateros de Fresnillo y avanzó a las finales nacionales, en donde los esperaba Astros de Jalisco. Los de Casalánguida barrieron la final (por primera y única vez en la historia de la LNBP se registró un 4-0) frente a los de Jalisco, dirigidos por Sergio Valdeomillos. 
En la siguiente temporada, el club regiomontano renueva el vínculo con Casalánguida, liderando el equipo durante el 2022.

### Club Atlético Aguada
Tras un traspié en la temporada 2021/2022, el club uruguayo decide cesar al entrenador y contratar a Casalánguida para intentar buscar el título en el año de su centenario. Tras finalizar la fase regular en la posición 8, el equipo liderado por el comodorense elimina en semifinales a su histórico rival, el club Goes (que lideró la fase regular en la mejor campaña de su historia). Nuevamente, y en un nuevo país, Casalánguida consigue hacer podio, ubicándose en el tercer lugar y clasificando al club charrúa a la Liga Sudamericana.

### Halcones Rojos de Veracruz
Luego de años sin ver acción, el múltiple campeón mexicano Halcones de Veracruz decide reincorporarse a la máxima competencia azteca, eligiendo a Nicolás como líder del proyecto.

### Diablos Rojos del México
El 14 de mayo de 2024 es anunciado como el primer coach en la historia de los Diablos Rojos de Básquetbol de la LNBP.

## Selección nacional argentina
En el año 2009, Sergio Hernández, el entrenador de la Selección argentina de baloncesto en ese momento, citó a Casalánguida como asistente y esto permitió a Nicolás desempeñarse como asistente en el Torneo de las Américas de 2009 disputado en San Juan (Puerto Rico) donde Argentina finalizó en el tercer puesto y logró la clasificación al Campeonato Mundial de Baloncesto de 2010. En junio de 2010, Hernández designó a Casalánguida como técnico de un grupo de jugadores para el "Proyecto 2014-2018" de la Selección argentina de baloncesto junto con los cuales realizó una gira por China y Australia. Ese mismo año, Casalánguida fue el entrenador del seleccionado argentino en el Campeonato Sudamericano de Baloncesto de 2010 donde alcanzó la final pero perdió frente a la Selección de baloncesto de Brasil por 87 a 77. En agosto, viajó a Turquía como asistente de Sergio Hernández para disputar el Campeonato Mundial de Baloncesto de 2010 donde el seleccionado argentino logró un quinto puesto. En 2013, Casalánguida fue elegido para hacerse cargo de la Selección argentina de baloncesto U19 con el objetivo de prepararse para el Campeonato Mundial de la categoría a desarrollarse del 27 de junio al 7 de julio de ese mismo año en Praga, República Checa.

## Selección nacional venezolana
En el marco del Campeonato Mundial de Básquetbol 2024, Casalánguida se incorpora a la selección venezolana. En el torneo, disputado en Japón, Indonesia y Filipinas, el argentino desempeñó el rol de asistente técnico de su compatriota Fernando Duró. 
http://basquetplus.com/mundial-2023-nicolas-casalanguida-venezuela-asistente-fernando-duro-previa-analisis-rol

## Trayectoria
| Temporada | Equipo                                  | País      | Liga |
| 2008-09   | Gimnasia y Esgrima (Comodoro Rivadavia) | Argentina | LNB  |
| 2009-10   | Gimnasia y Esgrima (Comodoro Rivadavia) | Argentina | LNB  |
| 2010-11   | Gimnasia y Esgrima (Comodoro Rivadavia) | Argentina | LNB  |
| 2011-12   | Regatas de Corrientes                   | Argentina | LNB  |
| 2012-13   | Regatas de Corrientes                   | Argentina | LNB  |
| 2013-14   | Regatas de Corrientes                   | Argentina | LNB  |
| 2014-15   | Regatas de Corrientes                   | Argentina | LNB  |
| 2015-16   | Regatas de Corrientes                   | Argentina | LNB  |
| 2016-17   | Obras Sanitarias                        | Argentina | LNB  |
| 2017-18   | Asociación Deportiva Atenas             | Argentina | LNB  |
| 2019-20   | Aguacateros de Michoacán                | México    | LNBP |
| 2020      | Aguacateros de Michoacán                | México    | LNBP |
| 2021      | Guaiqueríes de Margarita                | Venezuela | LPB  |
| 2021      | Fuerza Regia de Monterrey               | México    | LNBP |

## Estadísticas
| Equipo                                            | Temporada           | Liga                | Temporada regular | Temporada regular | Temporada regular | Playoffs | Playoffs | Playoffs | Total | Total | Total  | Resultado               |
| Equipo                                            | Temporada           | Liga                | PG                | PP                | %                 | PG       | PP       | %        | PG    | PP    | %      | Resultado               |
| ------------------------------------------------- | ------------------- | ------------------- | ----------------- | ----------------- | ----------------- | -------- | -------- | -------- | ----- | ----- | ------ | ----------------------- |
| Gimnasia y Esgrima (Comodoro Rivadavia) Argentina | 2008-09             | LNB                 | 25                | 19                | 56,81%            | 2        | 3        | 40%      | 27    | 22    | 55,10% | 5°                      |
| Gimnasia y Esgrima (Comodoro Rivadavia) Argentina | 2009-10             | LNB                 | 17                | 27                | 38,63%            | 3        | 0        | 100%     | 20    | 27    | 42,55% | 13°                     |
| Gimnasia y Esgrima (Comodoro Rivadavia) Argentina | 2010-11             | LNB                 | 20                | 24                | 45,45%            | 2        | 3        | 40%      | 22    | 27    | 44,89% | 9°                      |
| Gimnasia y Esgrima (Comodoro Rivadavia) Argentina | Total               | Total               | 62                | 70                | 46,96%            | 7        | 6        | 53,84%   | 69    | 76    | 47,58% | -                       |
| Club de Regatas Corrientes Argentina              | 2011-12             | LNB                 | 26                | 18                | 59,09%            | 6        | 5        | 54,54%   | 32    | 23    | 58,18% | 4°                      |
| Club de Regatas Corrientes Argentina              | 2012-13             | LNB                 | 33                | 11                | 75%               | 10       | 4        | 71,42%   | 43    | 15    | 74,13% | 1°                      |
| Club de Regatas Corrientes Argentina              | 2013-14             | LNB                 | 37                | 7                 | 84,09%            | 8        | 5        | 61,53%   | 45    | 12    | 78,94% | 2°                      |
| Club de Regatas Corrientes Argentina              | 2014-15             | LNB                 | 37                | 15                | 71,15%            | 1        | 3        | 25%      | 38    | 18    | 67,85% |                         |
| Club de Regatas Corrientes Argentina              | 2015-16             | LNB                 | 27                | 29                | 48,21%            | 4        | 3        | 57,14%   | 31    | 32    | 49,2%  |                         |
| Club de Regatas Corrientes Argentina              | Total               | Total               | 160               | 80                | 66,67%            | 29       | 20       | 59,18%   | 189   | 100   | 65,39% |                         |
| Obras Basket Argentina                            | 2016-17             | LNB                 | 26                | 30                | 46,4%             | -        | -        | -        | 26    | 30    | 46,4%  | 16°                     |
| Asociación Deportiva Atenas Argentina             | 2017-18             | LNB                 | 27                | 11                | 71,1%             | 6        | 7        | 46,15%   | 33    | 18    | 64,7%  | 3°                      |
| Asociación Deportiva Atenas Argentina             | 2018-19             | LNB                 | 3                 | 15                | 16,66%            | -        | -        | -        | 3     | 15    | 16,66% | No terminó la temporada |
| Asociación Deportiva Atenas Argentina             | Total               | Total               | 30                | 26                | 53,57%            | 6        | 7        | 46,15%   | 36    | 33    | 52,17% |                         |
| Aguacateros de Michoacán · México                 | 2019-20             | LNBP                | 23                | 13                | 63,88%            | 7        | 5        | 58,33%   | 30    | 18    | 62,5%  | 4°                      |
| Aguacateros de Michoacán · México                 | 2020                | LNBP                | 13                | 5                 | 72,2%             | 5        | 4        | 55,5%    | 18    | 9     | 66,6%  | 2°                      |
| Aguacateros de Michoacán · México                 | Total               | Total               | 36                | 18                | 66,66%            | 12       | 9        | 57,14%   | 48    | 27    | 64%    |                         |
| Fuerza Regia de Monterrey · México                | 2021                | LNBP                | 12                | 8                 | 60,0%             | 10       | 2        | 83,3%    | 22    | 10    | 68,8%  | 1°                      |
| Total en su carrera                               | Total en su carrera | Total en su carrera | 326               | 232               | 58,42%            | 64       | 44       | 59,25%   | 390   | 276   | 56,6%  | -                       |

## Palmarés

### Campeonato nacionales
| Título                                  | Club                       | País      | Año     |
| --------------------------------------- | -------------------------- | --------- | ------- |
| Torneo Súper 8                          | Club de Regatas Corrientes | Argentina | 2012    |
| Liga Nacional de Básquet                | Club de Regatas Corrientes | Argentina | 2012-13 |
| Liga Nacional de Baloncesto Profesional | Fuerza Regia de Monterrey  | México    | 2021    |

### Campeonatos internacionales
| Título                      | Club                       | País      | Año  |
| --------------------------- | -------------------------- | --------- | ---- |
| Liga Sudamericana de Clubes | Club de Regatas Corrientes | Argentina | 2012 |

### Consideraciones personales
- Entrenador del Año de la LNB: 2008-09, 2013-14.
- Juego de las Estrellas de la LNB:  2014, 2015.